# اسکودرا
اسکودرا (به پارسی باستان: 𐎿𐎤𐎢𐎭𐎼، Skudra؛ به یونانی: Σκύδρα) یکی از ساتراپی‌های هخامنشی، براساس سنگ‌نوشته داریوش یکم در نقش رستم است. نام اسکودرا در نوشته‌های مصری و ایرانی آمده‌است. در سنگ‌نوشته نقش رستم به آن اشاره شده‌است. گفته می‌شود که امروزه سرزمین‌هایی که به نام‌های مقدونیه و تراکیه شناخته می‌شوند را تشکیل می‌دهد.
نیکولاس جافری لمپریر هامنود بر این باور است که نام اسکودا نام منطقه سکونت فریگی‌ها پیش از مهاجرتشان به آسیا بوده‌است. در نوشته‌های پارسی، اسکودرا مکان زندگی ۳ گروه از مردم بوده‌است: سکاهای پشت دریا، تراکی‌ها و ایونی‌ها با کلاه سپرمانند که احتمالاً به مردم مقدونیه اشاره دارد.
تراکیه و منطقه سکاها حدود سال ۵۱۲ پ.م. توسط داریوش بزرگ و مقدونیه در سال ۴۹۲ پ.م. توسط مردونیه تسخیر شدند و علی‌رغم اینکه دست‌نشانده ایرانی‌ها بودند، تا حدودی زیاد خودمختاری خود را حفظ کردند.
سربازان این ۳ قوم در دومین تهاجم ایرانی‌ها به یونان در سپاه ایران حضور داشتند و پس از شکست ایرانی‌ها در آن نبرد، از ایران جدا شدند.

## یادداشت
1. ↑  با نام تراکیه هخامنشی هم شناخته می‌شود.